# 서울 통의동의 백송
서울 통의동의 백송은 대한민국의 천연기념물이었던 백송으로, 1990년대에 바람에 쓰러져서 지정에서 해제되었다.
나무의 키는 16미터였다. 나무의 나이는 600여 년이라는 주장이 있었지만 나무가 쓰러진 뒤인 1994년에 분석한 결과 1690년 경에 심은 것으로 밝혀졌다. 일제강점기였던 1910년부터 1945년까지 성장이 거의 멈추다시피 했다는 말이 있다. 대한민국에서 가장 오래된 백송이었으며, 죽은 뒤에는 서울 재동의 백송이 가장 오래된 백송이 되었다.
1990년 7월 17일 폭우를 동반한 돌풍에 쓰러져 줄기가 부러졌다. 7월 19일 문화재관리국에서 대책 회의를 열어 천연기념물에서 해제하려 했지만, 청와대에 가까이 있는 나무가 죽는 것은 불길한 조짐이라는 소문이 돌자 당시 대통령 노태우는 나무를 살려내라고 지시했다. 서울시는 '백송회생대책위원회'를 구성하여 나무를 쓰러진 상태로 보호하여 살리기로 하고 경찰관을 3교대 근무로 배치하여 보호했다.
1991년 봄 새싹이 나는 등 살아날 조짐을 보였지만, 목재를 탐내는 사람들이 몰래 제초제를 뿌리는 사고가 발생하여 상태가 악화되었다. 1993년 노태우의 임기가 끝나고 김영삼이 대통령에 취임한 뒤 천연기념물에서 해제되었고, 그해 5월 13일에 나무가 잘려 나갔다.